# السلطة القضائية في أذربيجان
وللمرة الأولى في جمهورية أذربيجان توجد ثلاثة نظم قضائية مستقلة تتألف من أول قضايا الاستئناف والنقض.وفي الوقت الحالي، توجد في جمهورية أذربيجان محاكم إقليمية ومحاكم مدنية ومحاكم عسكرية وإدارية واقتصادية.

## تاريخية
وقد أنشئ تاريخ محكمة جمهورية أذربيجان في عام 1918.تم تعيين خليل بي خسممادوف أول وزير العدل.وفي 14 نوفمبر 1918، تمت الموافقة على النظام الأساسي لمحكمة أذربيجان.في 16 مارس 1919، افتتحت محكمة الاستئناف في أذربيجان رسميا.
وفي عام 1970، أنشئ نظام قضائي جديد من ثلاثة مستويات.أنشئ مجلس قضائي - قانوني بجوار رئيس البلد.وفي عام 1937، تمت الموافقة على النظام الأساسي الجديد لمفوضية العدل الشعبية وتم تقييد سلطات رئيس المحكمة تقييدا كبيرا.وبموجب القرار المؤرخ 7 كانون الأول / ديسمبر1959، ألغيت وزارة العدل مرة أخرى وأصدرت تعليمات إلى المحكمة العليا للإشراف على جميع أنشطة السلطة القضائية والإشراف عليها.وتتزامن عملية إعادة تنظيم وزارة العدل مع الفترة التي قاد فيها الرئيس حيدر علييف أذربيجان.وبموجب قرار عام 1970، أنشئت وزارة العدل، وبذلك أصبحت مرحلة جديدة في تاريخ العدالة في أذربيجان.وبعد حصوله على الاستقلال، خضع النظام القضائي في أذربيجان لإصلاحات أساسية.

## هيكلها
ووفقا لنظام المحاكم الجديد، تعمل محاكم الاستئناف في ست مناطق من البلد.وتتألف محاكم الاستئناف من 4 كليات - مجالس مدنية وجنائية وعسكرية وإدارية - اقتصادية، تعمل وفقا للولاية القضائية ذات الصلة.وقد أخذت جمهورية أرمينيا محاصرة من قبل جمهورية أرمينيا، الواقعة خارج الإقليم الرئيسي للبلد، تنظيم محاكم جمهورية ناخشيفان المتمتعة بالحكم الذاتي المدرجة في النظام القضائي لجمهورية أذربيجان.وهكذا، فإن المحكمة العليا لجمهورية ناخشيفان المتمتعة بالحكم الذاتي هي محكمة الاستئناف في محاكم الجمهورية المستقلة.وتنظر المحكمة العليا في جمهورية أذربيجان في قرارات محكمة ناخشيفان العليا في إجراءات النقض.

## تنفيذ السلطة القضائية
تمارس السلطة القضائية في جمهورية أذربيجان المحاكم وحدها.
تمارس السلطة القضائية المحكمة الدستورية لجمهورية أذربيجان والمحكمة العليا لجمهورية أذربيجان ومحاكم الاستئناف في جمهورية أذربيجان ومحاكم جمهورية أذربيجان والمحاكم المتخصصة الأخرى.
تمارس السلطة القضائية عن طريق الإجراءات الدستورية والمدنية والجنائية وبوسائل أخرى ينص عليها القانون.
ويشارك مكتب المدعي العام لجمهورية أذربيجان والجانب الدفاعي في الإجراءات الجنائية.
ويحدد القانون قواعد المحكمة وإجراءات المحكمة.
ويحظر إدخال سبل انتصاف قانونية غير محددة وإنشاء محاكم استثنائية لتغيير سلطات المحاكم.

## محاكم جمهورية أذربيجان

### المحكمة الدستورية
والمحكمة الدستورية لجمهورية أذربيجان هي الهيئة العليا للعدل الدستوري فيما يتعلق بالمسائل التي يحيلها دستور جمهورية أذربيجان إلى دستورها.والمحكمة الدستورية هي هيئة حكومية مستقلة ولا تعتمد على السلطات التنظيمية والمالية وغيرها من الهيئات التشريعية والتنفيذية وغيرها من الهيئات القضائية والهيئات المحلية ذات الحكم الذاتي، فضلا عن الأشخاص القانونيين والجسديين.والغرض الرئيسي للمحكمة الدستورية هو ضمان سيادة دستور جمهورية أذربيجان، لحماية حقوق الجميع وحرياتهم الأساسية.قد تم تأسيس المحكمة الدستورية في 14 يوليو 1998.والأساس القانوني لنشاط المحكمة الدستورية هو دستور جمهورية أذربيجان الذي اعتمد في 12 تشرين الثاني / نوفمبر 1995، والمعاهدات الدولية التي انضمت إليها جمهورية أذربيجان، وقانون جمهورية أذربيجان الصادر في 23 كانون الأول / ديسمبر 2003، والقوانين والأنظمة الداخلية الأخرى للمحكمة.

### المحكمة العليا
ووفقا للمادة 131 من دستور جمهورية أذربيجان والمادة 77 من قانون المحاكم والقضاة، فإن المحكمة العليا لجمهورية أذربيجان هي أعلى هيئة قضائية في القضايا المدنية والجنائية وغيرها من القضايا المتعلقة بتشغيل المحاكم العامة والمتخصصة.وهو ينفذ العدالة وفقا للإجراءات التي ينص عليها القانون في إجراءات النقض، ويقدم تفسيرات بشأن المسائل المتعلقة بممارسة المحاكم.وتنظم المحكمة العليا في باكو، عاصمة جمهورية أذربيجان، وتنطبق ولايتها القضائية على جميع أراضي جمهورية أذربيجان.وتعتبر المحكمة العليا قرارات محاكم الاستئناف إجراءات النقض.

### محكمة الاستئناف
وتستعرض محكمة الاستئناف قضايا المنازعات المدنية والإدارية والاقتصادية والإجراءات الجنائية والإجراءات الإدارية ضد شكاوى الاستئناف والطعون المقدمة من المحاكم الابتدائية في ولايتها القضائية.وتتألف محكمة الاستئناف من المجلس المدني، والمجلس الإداري - الاقتصادي، والمجلس الجنائي، والمجلس العسكري.وهي تعمل منذ 16 يوليو 2007

### المحكمة الإدارية والاقتصادية
والمحكمة الاقتصادية هي الهيئة القضائية العليا التي تعالج المنازعات الاقتصادية.وتنظر المحكمة الاقتصادية في قضايا الاستئناف والطعون المقدمة ضد القرارات التي تتخذها المحكمة الاقتصادية بشأن المنازعات الناشئة عن المحاكم الاقتصادية المحلية والمعاهدات الدولية وفقا للقانون.وتشمل المحكمة رئيس المحكمة ونوابها وقضاة ها.ويتألف حاليا من 11 قاضيا.
1.باكو الإدارية الاقتصادية المحكمة رقم 1
2.باكو الإدارية الاقتصادية المحكمة 2
3.غانجا الإدارية الاقتصادية المحكمة
4.محكمة سومجايت الإدارية الاقتصادية
5.شرفان المحكمة الإدارية الاقتصادية
6.محكمة شيكي الإدارية والاقتصادية

### المحكمة العسكرية
وتنظر المحكمة العسكرية في قضايا التهديدات العامة الرئيسية للحرب والخدمة العسكرية والجرائم الأقل خطورة، وكذلك حالات الجرائم العامة الخطيرة التي يرتكبها العسكريون العسكريون.
المحكمة العسكرية باكو
محكمة غانجا العسكرية
محكمة الفوزولي العسكرية
محكمة الجير العسكرية
محكمة جليل أباد العسكرية

### المحكمة المدينة
بوصفها محكمة ابتدائية، الجرائم المدنية والجنائية والإدارية وغيرها من المسائل التي تدخل في نطاق ولايتها القضائية على الولايات القضائية.